# Rienzi (opera)
Rienzi, der letzte der Tribunen (Rienzi, De laatste volkstribuun; WWV 49) is een vroege opera van Richard Wagner in vijf bedrijven. Het libretto is door de componist zelf geschreven en gebaseerd op de gelijknamige roman van Edward Bulwer-Lytton (1835) die de lotgevallen van de middeleeuwse volkstribuun Cola di Rienzo behandelt. De titel wordt meestal afgekort tot Rienzi. De opera werd geschreven tussen juli 1838 en november 1840 en voor het eerst opgevoerd in het Königliches Hoftheater in Dresden, op 20 oktober 1842. Het was het eerste publieke succes van de componist.
Het werk is opgevat als een Grand Opéra in de stijl van Meyerbeer. Wagner was al vroeg gefascineerd door dit operagenre en wilde met Rienzi alles overtreffen wat tot dan toe in deze stijl was gecomponeerd. Met zijn talrijke koren, balletten en massascènes is het werk zowel scenisch als muzikaal erg veeleisend. Rienzi is in zijn geheel Wagners langste opera. Het bevat een ballet dat alleen al 40 minuten duurt. Tijdens de première in Dresden constateerde Wagner tot zijn ontsteltenis dat de voorstelling meer dan zes uur duurde, inclusief pauzes, waardoor hij de voorstelling snel met iets meer dan een uur inkortte. Het is deze verkorte versie die als basis dient voor hedendaagse opvoeringen. Wagner nam later afstand van het werk en noemde het een "jeugdzonde". De beroemde ouverture, maar ook de monoloog met het gebed van Rienzi, "Almächt'ger Vater, blicke herab", worden regelmatig apart opgevoerd en opgenomen.

## Ontstaansgeschiedenis
Rienzi is Wagners derde voltooide opera, na Die Feen en Das Liebesverbot. Vorm en inhoud zijn grotendeels georiënteerd op de toen populaire Franse 'Grand Opéra'. De rol van de volksmassa, het vrijheidsethos van de held en de tegenwerking van een reactionaire geestelijkheid zijn elementen die doen denken aan La Vestale van Spontini, Les Huguenots van Meyerbeer, of La Juive van Halévy. Elke akte eindigt met een uitgebreid finale-ensemble en omvat solo's, duetten, trio's en massascènes. Er is ook een uitgebreid ballet in het tweede bedrijf, een vast element in een Grand Opéra. Hans von Bülow grapte later dat "Rienzi de beste opera van Meyerbeer is". Op muzikaal vlak is ook de Italiaanse opera een belangrijke invloed geweest. Vooral de stijl van de door Wagner erg bewonderde Vincenzo Bellini is merkbaar aanwezig.
Wagner begon aan een schets voor het libretto van de opera in 1837 in Riga. Inspiratiebron voor de verhaalstof was in eerste plaats Lyttons roman die hij vooraf gelezen had. John Deathridge heeft betoogd dat Wagners werk ook de invloed draagt van Mary Russell Mitfords Engelse toneelstuk Rienzi uit 1828. Wagner ontmoette Meyerbeer bij toeval in Boulogne in 1839. Hij kon hem de eerste drie bedrijven van het libretto voorlezen en diens belangstelling wekken. Meyerbeer stelde Wagner ook voor aan Ignaz Moscheles, die eveneens in Boulogne verbleef. Toen de opera in 1840 was voltooid, hoopte Wagner dat hij in de Parijse Opéra in première zou kunnen gaan.
Verschillende omstandigheden, waaronder vooral zijn gebrek aan invloed in de Franse hoofdstad, zouden dit uiteindelijk verhinderen. Wagners eerste vrouw Minna vermeldt in een brief van 28 oktober 1840 aan zijn vriend Apel (die waarschijnlijk als eerste de suggestie had gedaan aan Wagner om Rienzi te componeren) een plan om de ouverture van Rienzi "over veertien dagen" uit te voeren. Uit dit schrijven blijkt ook dat haar man op dat moment op last van zijn schuldeisers werd vastgehouden. De volledige partituur van Rienzi werd pas voltooid op 19 november 1840. Om aan zijn schuldeiser te ontkomen verhuisde Wagner in 1841 naar Meudon, even buiten Parijs. Van daaruit ijverde hij om het werk opgevoerd te krijgen. Zo stuurde hij ook aan Koning Frederik Augustus II van Saksen een brief met het verzoek het werk in Dresden op te voeren.
Met de steun van Meyerbeer werd een enscenering van Rienzi in Dresden geregeld. Deze schreef aan Baron von Lüttichau, de directeur van de opera in Dresden, dat hij het werk "rijk aan fantasie en van groot dramatisch effect" vond. Dit nieuws, samen met de voorgestelde enscenering van Der fliegende Holländer in Berlijn, ook gesteund door Meyerbeer, haalde Wagner over om in april 1842 naar Duitsland terug te keren. Tijdens de repetities waren de uitvoerenden alvast zeer enthousiast. De tenor Tichatschek, die de titelrol zong, was zo onder de indruk van een passage uit de derde akte (later geschrapt vanwege de lengte van de opera), dat "bij elke repetitie elk van de solisten een zilveren groschen bijdroeg aan [een] fonds dat Tichatschek was begonnen .... Niemand vermoedde dat wat voor hen een leuke grap was, het middel was om voor hem [Wagner] een extra beetje voeding te kopen."
De première van Rienzi vond plaats op 20 oktober 1842 in het nieuwe Königliches Opernhaus, ontworpen door de architect Gottfried Semper en het jaar daarvoor geopend. Semper en Wagner zouden later vrienden worden in Dresden, een band die er uiteindelijk toe leidde dat Semper ontwerpen leverde die de basis werden van Wagners Festspielhaus in Bayreuth.

## Opvoeringsgeschiedenis

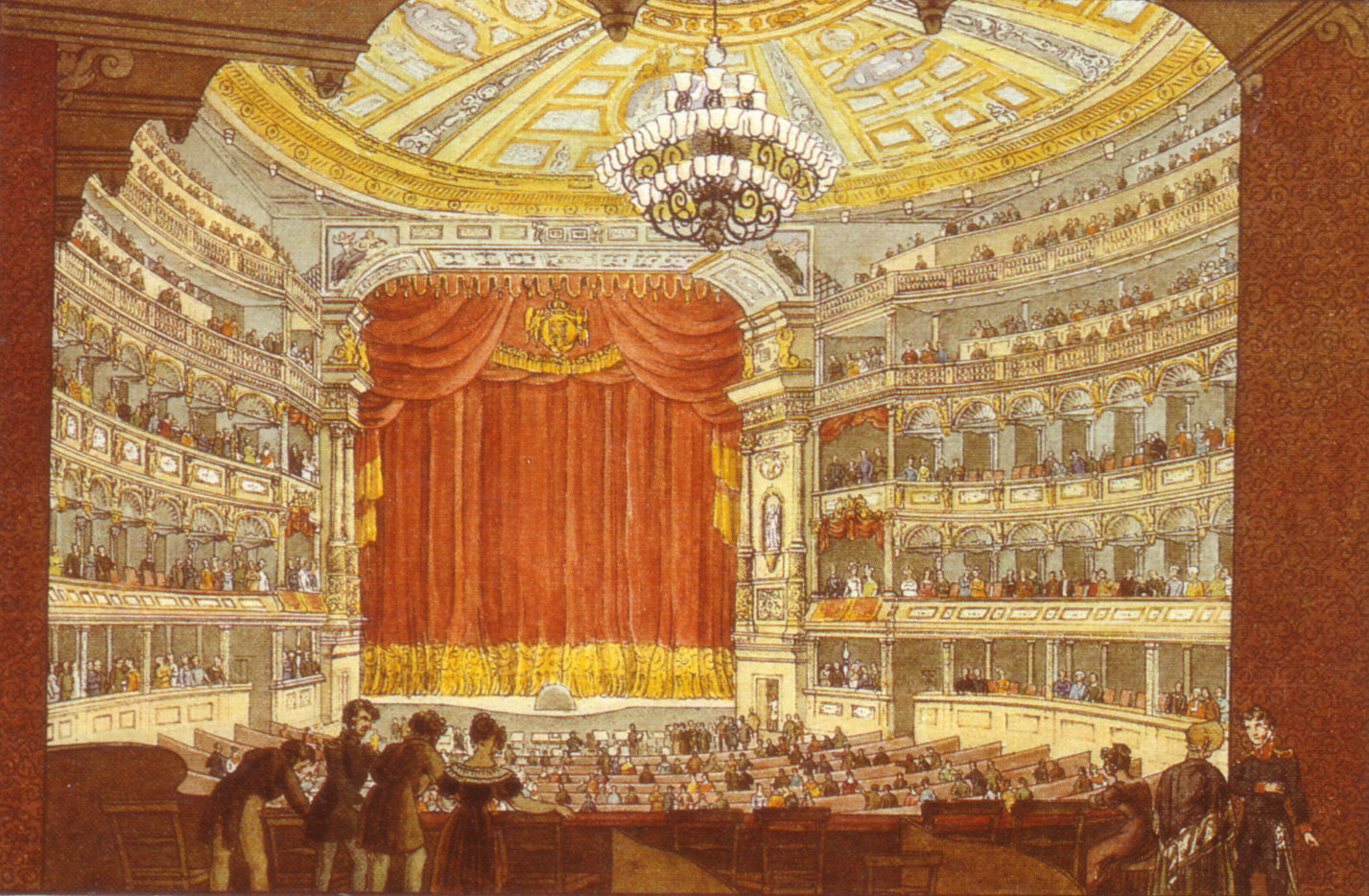
Interieur van de eerste Semperoper, waarRienzi werd gecreëerd in 1842 (illustratie van J.C.A. Richter)

De eerste uitvoering van Rienzi werd in Dresden goed ontvangen ondanks het feit dat de voorstelling meer dan zes uur duurde (inclusief pauzes). Een legende is dat Wagner, uit angst voor het vertrek van het publiek, de klok boven het toneel stilzette. In zijn latere memoires, Mein Leben, herinnerde Wagner zich:
Geen enkele latere ervaring heeft mij gevoelens gegeven die ook maar in de verste verte lijken op die welke ik had op de dag van de eerste uitvoering van Rienzi. De maar al te gegronde bezorgdheid over het succes ervan heeft mijn gevoelens bij alle volgende eerste opvoeringen van mijn werken zo beheerst, dat ik er nooit echt van kon genieten of veel aandacht schenken aan het gedrag van het publiek.[...] Het aanvankelijke succes van Rienzi was ongetwijfeld op voorhand verzekerd. Maar de uitzinnige manier waarop het publiek zijn partijdigheid voor mij verklaarde was buitengewoon ... Het publiek was gedwongen het te aanvaarden, omdat iedereen die met het theater te maken had zulke gunstige berichten had verspreid ... dat de hele bevolking uitkeek naar wat werd aangekondigd als een wonder ... Als ik me mijn toestand van die avond probeer te herinneren, kan ik me alleen herinneren dat het alle kenmerken van een droom had.
Na de première experimenteerde Wagner met het opvoeren van de opera verspreid over twee avonden (op voorstel van von Lüttichau), maar ook met coupures om de opvoeringsduur op één avond tot een redelijke lengte terug te brengen. Doordat de tamelijk traditionele stijl van de opera, in tegenstelling tot zijn latere werken, veel beter aansloot bij de verwachtingen van het toenmalige operapubliek beleefde het werk tot aan de tweede wereldoorlog in heel Europa succes. Wagner en zijn opvolgers lieten het werk echter nooit in Bayreuth opvoeren.

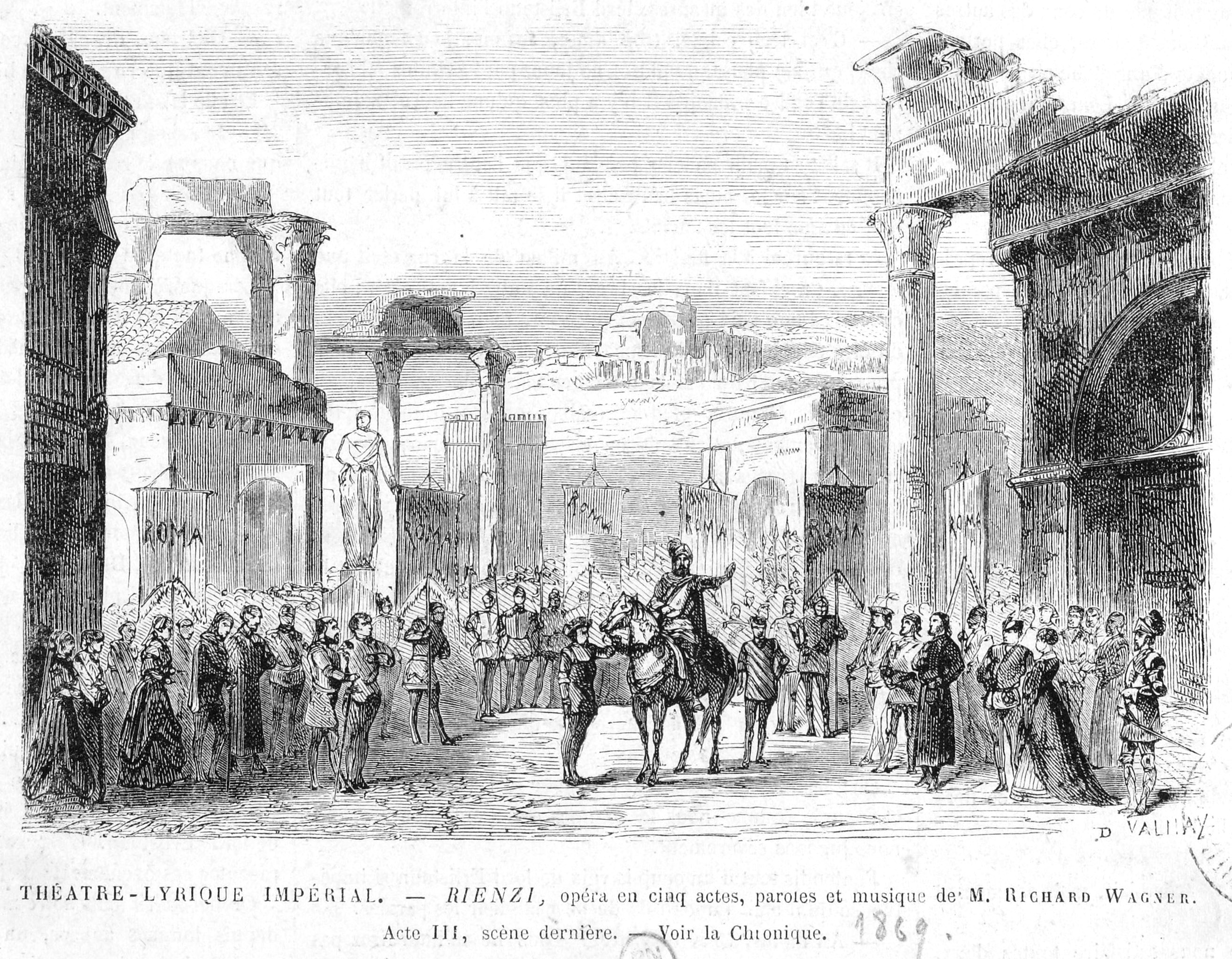
Laatste tafereel van het derde bedrijf van Rienzi in het Théâtre Lyrique in Parijs, 1869

Alleen al in Dresden bereikte het in 1873 zijn 100e en in 1908 zijn 200e uitvoering. Al in 1845 was het stuk in het Pruisische Königsberg opgevoerd, in 1847 gevolgd door Berlijn. Op 24 oktober 1859 beleefde het zijn première in Praag. In Zweden volgde een eerste opvoering op 5 juni 1865 in Stockholm. Op 13 november van datzelfde jaar kwam het op de planken in het Oostenrijkse Graz. De 'Hoog Duitsche Opera' gaf de eerste voorstelling op Nederlandse bodem in de 'Groote Schouwburg' van Rotterdam op 13 januari 1868, in de oorspronkelijke taal. Een Franse vertaling van Charles Nuitter en Jules Guillaume ging op 6 april 1869 in het Théâtre Lyrique in Parijs door, onder leiding van Jules Pasdeloup. Ze kwam op 22 maart 1872 voor het eerst in België op de planken in het "Grand Théâtre" van Gent. In de Brusselse Muntschouwburg, vanaf de laatste decennia van de 19de eeuw een bastion van Franstalig "Wagnérisme", zou het werk nooit worden opgevoerd. De Brusselse Wagnerianen richten zich sterk op de 'canon' van Bayreuth waar Rienzi werd geweerd.
In 1874 kwam Rienzi wel in Venetië en Boedapest op de planken. Met een opvoering op 5 februari 1876 in Madrid, was Rienzi het eerste werk van Wagner dat in Spanje werd uitgevoerd. In de Baltische Staten kwam de opera in Riga en in Tallin in respectievelijk 1878 en 1902 voor het eerst op de affiche. De vroegste opvoering in het Engels vond plaats op 4 maart 1878 in de Academy of Music in New York en werd op 27 januari 1879 gevolgd door de eerste Britse uitvoering in Her Majesty's Theatre in Londen. De populariteit van de ouverture als concertstuk blijkt uit het feit dat het werd gekozen als opener (na God Save the Queen) voor de allereerste Night of the Proms op 10 augustus 1895 in de Queen's Hall in Londen. In Rusland verscheen Rienzi op 3 november 1879 op de affiche. Nog tijdens Wagners leven kwam het ook in Zürich tot een eerste opvoering op 22 december 1880.
Opvoeringen in vertaling door de "Nederlandsche Opera" kwamen er in de Amsterdamse Stadsschouwburg in 1894 en 1899 onder de titel "Rienzi, de laatste der Tribunen". De voorstellingen van 1894 waren trouwens de eerste operaopvoeringen die in het nieuwe gebouw doorgingen. Bij het "Vlaamsch Lyrisch Toneel", later de Koninklijke Vlaamse Opera in Antwerpen, bleef Rienzi nog tot aan de Tweede Wereldoorlog tot het repertoire behoren. Dit kwam ook doordat de instelling niet mocht concurreren met het plaatselijke Franstalige operagezelschap dat het monopolie had op het Franse en Italiaanse repertoire. Het gezelschap moest het dus stellen met het minder omvangrijke Duitse, Tsjechische, of Russische repertoire in vertaling, of met stukken van eigen bodem. Er bestaat een opname van heldentenor Marcel Vercammen, na de oorlog verbonden aan de Vlaamse Opera, die het 'Gebet' van Rienzi zingt.
De Vlaamse Opera liet het werk nog in 1995 concertant opvoeren, net als het Théâtre du Châtelet in Parijs in 2002. Na de Tweede Wereldoorlog zijn ensceneringen tamelijk zeldzaam geworden. De meeste regisseurs plaatsen de handeling in een ander tijdvak. In een enscenering bij de English National Opera in Londen, geproduceerd door Nicholas Hytner in 1983, stond de held in de context van het 20e-eeuwse totalitarisme. Een productie door David Pountney in de Weense Staatsopera in 1999 plaatste het werk in de "nabije toekomst". Over deze productie schreef Pountney: "Wagner investeerde de muzikale realisatie van Rienzi met de ongegeneerde extravagantie en smakeloze overdrijving van een Las Vegas hotel ... alleen het zelfbewust opzettelijk en ongegeneerd gebruik van kitsch kon deze muzikale egomanie evenaren."
Andere moderne ensceneringen werden gebracht in het Theater Bremen in april/mei 2009 en in de Deutsche Oper Berlin en Oper Leipzig in april/mei 2010. In juli 2013, het tweehonderdste geboortejaar van Wagner, werden alle drie de vroege opera's van Wagner, waaronder Rienzi, voor het eerst uitgevoerd in Bayreuth. Dit gebeurde niet in het Festspielhaus maar in de Oberfrankenhalle. Bij deze uitvoering werden enkele delen ingekort, waaronder het ballet in de tweede akte. Ook het Théâtre du Capitole de Toulouse presenteerde in het seizoen 2012-13 een enscenering van de hand van Jorge Lavelli.
Er waren ook tal van concertante opvoeringen. In Boston werd het werk in september 2013 concertant uitgevoerd door Odyssey Opera als hun inaugurele voorstelling. Ook de Australische première was een concertuitvoering door de Melbourne Opera in december 2013, als onderdeel van de viering van de tweehonderdste verjaardag.

## Ontvangst, invloed en kritiek
"Rienzi" was een onmiddellijk succes. Dit was cruciaal in Wagners carrière en lanceerde hem als een componist om rekening mee te houden. Het werd binnen enkele maanden gevolgd door zijn benoeming tot kapelmeester bij de opera van Dresden (februari 1843), wat hem ook veel aanzien gaf. Het kreeg ook elders in Europa lovende kritieken. De jonge Eduard Hanslick, later een van Wagners belangrijkste kritische tegenstanders, schreef in 1846 in Wenen:
Ik ben stellig van mening dat [Rienzi] het mooiste is dat de laatste twaalf jaar in de grand opera is bereikt, dat het de belangrijkste dramatische creatie is sinds Les Huguenots, en dat het net zo baanbrekend is voor zijn eigen tijd als Les Huguenots, Der Freischütz', en Don Giovanni, dat elk voor hun periode in de muziekgeschiedenis waren.
Andere kritische commentaren door de eeuwen heen waren (naast von Bulow's opmerking dat het 'Meyerbeer's beste opera' is), 'Meyerbeer's slechtste opera' (Charles Rosen), 'een aanval van muzikale mazelen' (Ernest Newman) en 'het grootste muzikale drama ooit gecomponeerd' (Gustav Mahler).
Franz Liszt schreef in 1859 een "Fantasiestück über Motive aus Rienzi" (S. 439) voor piano. Wagner zat later verlegen met Rienzi. In zijn autobiografische essay uit 1852, "Eine Mitteilung an meine Freunde" (Een mededeling aan mijn vrienden), schreef hij: "Ik zag het alleen in de vorm van 'vijf bedrijven', met vijf briljante 'finales', met hymnen, processies en het muzikale wapengekletter". Cosima Wagner noteerde Wagners zelfkritiek ook in haar dagboek van 20 juni 1871 op:
Rienzi is zeer weerzinwekkend voor mij, maar ze zouden tenminste het vuur erin moeten herkennen; ik was een muziekdirecteur en ik schreef een grote opera; het feit dat het diezelfde muziekdirecteur was die hen [later] harde noten liet kraken - dat is wat hen zou moeten verbazen.
Zo is het werk buiten de huidige Wagner-canon gebleven. Rienzei werd pas naar aanleiding van Wagners 200ste verjaardag in 2013 in het kader van de Bayreuther Festspiele uitgevoerd. En dan nog ging de opvoering niet in het Festspielhaus zelf, maar in de Oberpfalzhalle door. Hoewel de componist het ontkende, kan worden opgemerkt dat Rienzi een voorbode is van thema's - broer/zus relaties, sociale orde en revolutie - waarop Wagner in zijn latere werken vaak zou terugkomen.

## Rolbezetting

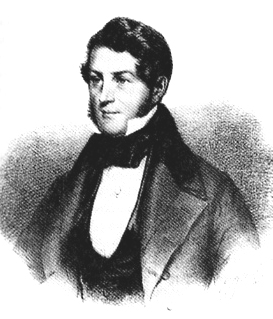
Carl Reißiger, dirigent van de eerste opvoering van Rienzi

| Rol                                                                              | stemtype               | Bezetting wereldpremière, 20 October 1842 |
| -------------------------------------------------------------------------------- | ---------------------- | ----------------------------------------- |
| Dirigent                                                                         | /                      | Carl Reißiger                             |
| Cola di Rienzo, Romeins volkstribuun                                             | tenor                  | Josef Tichatschek                         |
| Irene, zijn zuster                                                               | sopraan                | Henriette Wüst                            |
| Stefano Colonna, een patriciër                                                   | bas                    | Georg Wilhelm Dettmer                     |
| Adriano, zijn zoon                                                               | sopraan (travestierol) | Wilhelmine Schröder-Devrient              |
| Paolo Orsini, een andere patriciër                                               | bas                    | Johann Michael Wächter                    |
| Raimondo, Pauselijk legaat                                                       | bas                    | Gioacchino Vestri                         |
| Baroncelli, Romeins burger                                                       | tenor                  | Friedrich Traugott Reinhold               |
| Cecco del Vecchio, Romeins burger                                                | bas                    | Karl Risse                                |
| De vredesboodschapper                                                            | sopraan                | Anna Thiele                               |
| ambassadeurs, patriciërs, priesters, monniken, soldaten, boodschappers, het volk |                        |                                           |

## Synopsis

### Ouverture
De opera opent met een omvangrijke ouverture die begint met een trompetgeschal (dat in akte 3 de oorlogsroep van de familie Colonna is) en met de melodie van Rienzi's gebed aan het begin van akte 5, die de bekendste aria van de opera werd. De ouverture eindigt met een militaire mars.

### Eerste bedrijf
Bij het huis van Rienzi. De patriciër Orsini en zijn trawanten proberen Rienzi's zuster Irene te ontvoeren. Stefano Colonna, ook een patriciër maar geneigd Rienzi te steunen, verhindert dit. Raimondo roept de partijen in naam van de Kerk op hun gevechten te staken; het uiteindelijke optreden van Rienzi (gemarkeerd door een dramatische toonsoortverschuiving, van D naar Es) maakt een einde aan de opstand. Het Romeinse volk steunt Rienzi's veroordeling van de patriciërs. Irene en Adriano beseffen hun wederzijdse aantrekkingskracht (duet "Ja, eine Welt voll Leiden"). Een verzamelde menigte plebejers, geïnspireerd door Rienzi's toespraken, biedt Rienzi de macht aan. Hij weigert, volhoudend dat hij slechts een tribuun van het Romeinse volk wil zijn.

### Tweede bedrijf
Een zaal in het Capitool. De patriciërs beramen de dood van Rienzi; Adriano is ontzet als hij dit verneemt. Rienzi begroet een groep ambassadeurs die met vermakelijkheden in de vorm van een lang ballet worden ontvangen. Het ballet is opmerkelijk omdat Wagner een duidelijke poging deed om het relevant te maken voor de actie van de opera, terwijl het in de meeste Grand Opéra's geen enkele functie had in de handeling. Het ballet stelt het verhaal voor van de verkrachting van de deugdzame Lucretia door Tarquinius, de laatste koning van Rome. Dit is een toespeling op Orsini's poging tot schaking van Irene, maar ook op de achtergrond ervan, namelijk de strijd van de patriciërs tegen het volk. In zijn oorspronkelijke vorm duurt het ballet meer dan een half uur, maar in moderne uitvoeringen en opnamen wordt het meestal drastisch ingekort. Orsini probeert vervolgens Rienzi neer te steken, maar die wordt beschermd door de maliënkolder die hij onder zijn kleding draagt. Adriano smeekt Rienzi om genade voor de patriciërs. Een verzoeningsgezinde Rienzi gaat hierop in.

### Derde bedrijf
Het Forum van Rome. De patriciërs hebben een leger gerekruteerd om naar Rome te marcheren. Het volk is verontrust. Rienzi wekt het volk op en leidt hen naar de overwinning op de patriciërs, waarbij Adriano's vader Stefano wordt gedood. Adriano zweert wraak, maar Rienzi ontslaat hem.

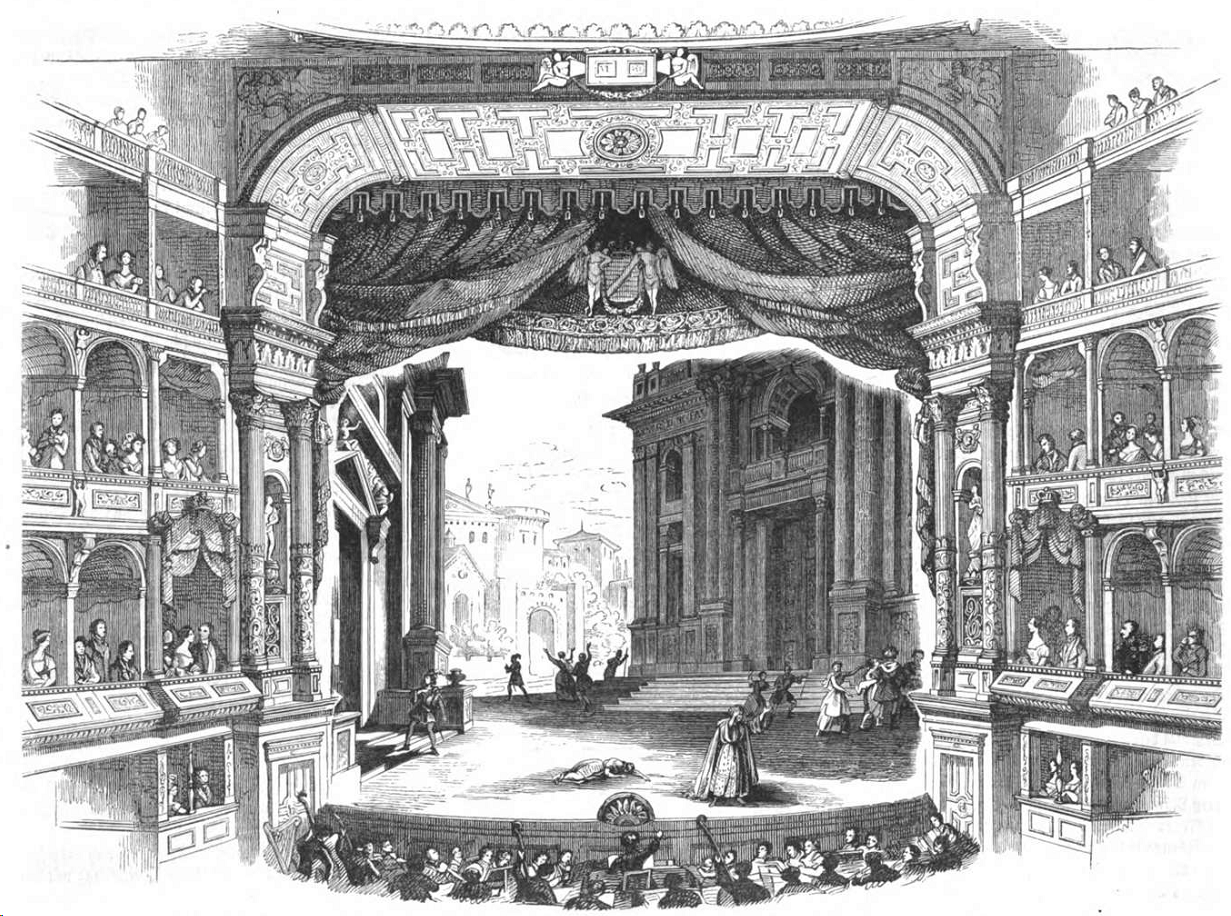
4de bedrijf, voor de Lateraanse basiliek, tijdens de eerste opvoering in Dresden in 1842

### Vierde bedrijf
Voor de Lateraanse basiliek. Cecco en andere burgers bespreken de onderhandelingen van de patriciërs met de Paus en met de Keizer van het Heilig Roomse Rijk. Adriano's voornemen om Rienzi te doden wankelt als Rienzi samen met Irene arriveert. Raimondo kondigt nu aan dat de paus Rienzi tot verbanning heeft veroordeeld, en dat zijn medewerkers excommunicatie riskeren. Ondanks Adriano's aandringen besluit Irene bij Rienzi te blijven.

### Vijfde bedrijf
Tafereel 1: Een kamer in het Capitool. Rienzi belijd in zijn gebed "Allmächt'ger Vater, blick herab" zijn geloof in het volk van Rome. Hij stelt Irene voor zich bij Adriano in veiligheid te brengen, maar zij weigert. Een verontschuldigende Adriano komt binnen en vertelt het paar dat het Capitool in brand zal worden gestoken en dat zij gevaar lopen.
Tafereel 2: De brand van het Capitool. Rienzi's pogingen om te spreken worden beantwoord met stenen en beledigingen van de wispelturige menigte. Adriano, die Rienzi en Irene probeert te redden, wordt samen met hen gedood als het gebouw instort. In de oorspronkelijke uitvoeringen zijn Rienzi's laatste woorden bitter en pessimistisch: "Moge de stad vervloekt en vernietigd worden! Desintegreer en verdort, Rome! Uw gedegenereerde mensen wensen het zo." Voor de uitvoering in Berlijn in 1847 verving Wagner deze woorden door een fragment met een meer opgewekte retoriek: "Zolang de zeven heuvels van Rome blijven bestaan, zolang de eeuwige stad blijft staan, zul je Rienzi's terugkeer zien!".

## Rienzien Adolf Hitler
August Kubizek, een jeugdvriend van Adolf Hitler, beweerde dat deze als jonge man rond 1906-1907 zo beïnvloed was door het zien van Rienzi , dat het zijn politieke carrière in gang zette. Toen Kubizek Hitler in 1939 in Bayreuth herinnerde aan zijn uitbundige reactie op de opera zou hij hebben geantwoord, "Op dat uur begon het allemaal!" De waarachtigheid van Kubizeks beweringen zijn wel ernstig in twijfel getrokken. Dat het werk hem na aan het hart moet hebben gelegen blijkt toch uit het feit dat hij het originele manuscript van de opera ter gelegenheid van zijn vijftigste verjaardag ten geschenke had gevraagd. Tegen het einde van de oorlog nam Hitler het document mee in zijn bunker. Sindsdien is het verdwenen. Wellicht werd het gestolen of door brand vernietigd na Hitlers zelfmoord en de verovering van de bunker door het Rode Leger. Ook het manuscript van Wagners eerdere werk Die Feen was hetzelfde lot beschoren. Over Hitlers affiniteit met de verhaalstof van Rienzi schrijft Thomas Grey:
"In elke stap van Rienzi's carrière - zijn acclamatie als leider van het "Volk", de militaire strijd, gewelddadige onderdrukking van muitende facties, verraad en uiteindelijke opoffering - zal Hitler ongetwijfeld voeding hebben gevonden voor zijn fantasieën."
Albert Speer beweerde dat wanneer Robert Ley voorstelde om voor de opening van de Partijdag in Neurenberg een moderne compositie te gebruiken, Hitler dit idee verwierp:
"Weet je, Ley, het is geen toeval dat ik de partijbijeenkomsten laat openen met de ouverture van Rienzi. Het is niet alleen een muzikale kwestie. Op vierentwintigjarige leeftijd overtuigde deze man, een zoon van een herbergier, het Romeinse volk om de corrupte Senaat te verdrijven door hen te herinneren aan het prachtige verleden van het Romeinse Rijk. Toen ik als jongeman in het theater van Linz naar deze gezegende muziek luisterde, kreeg ik het visioen dat ook ik er ooit in moest slagen het Duitse Rijk te verenigen en opnieuw groot te maken."

## Handschriften, uitgaven en versies
De partijen die werden gebruikt bij de eerste uitvoering bleven bewaard in archieven van de Semperoper maar gingen uiteindelijk verloren bij het bombardement op Dresden in 1945. Wagners partituur in handschrift verdween uit de Führerbunker in Berlijn in datzelfde jaar. Voor zover bekend zijn van geen van beide versies volledige kopieën gemaakt. Rienzi is ook nooit door de componist in een definitieve versie vastgelegd, zodat alle uitvoeringen ervan sinds 1945 reconstructies zijn.
Een partituur van de zangpartijen uit het begin van de jaren 1840, gebaseerd op Wagners ontwerp, blijft als enige primaire bron over. Twee overgebleven volledige partituren die begin jaren 1840 in Dresden onder controle van Wagner werden gemaakt weerspiegelen reeds de zware coupures die kort na de première werden doorgevoerd. De eerste gedrukte partituur die in 1844 onder toezicht van Wagner verscheen is zelfs nog sterker ingekort.
Gedurende de 19e eeuw werd de muzikale vorm van Rienzi verschillende keren gewijzigd. Wagner zelf verdeelde de opera in 1843 in twee helften (Rienzi's Grootheid en Rienzi's Val), omdat een complete uitvoering van het meer dan vier uur durende opus niet in overeenstemming was met de gebruiken van die tijd. Er werden sowieso zelden complete stukken opgevoerd, maar het was gebruikelijk afzonderlijke delen van verschillende componisten door elkaar te spelen. Daarom schreef Wagner in hetzelfde jaar ook een bewerking van Rienzi voor één avond. De wijzigingen van zijn vrouw Cosima, die na zijn Wagners doo in de jaren 1880 samen met Felix Mottl en twee andere kapelmeesters de partituur aan een grondige revisie onderwierp, hadden daarentegen een heel andere motivatie. De bedoeling was om het vaak opgevoerd werk in de richting van Wagners latere muziekdramas te sturen. Zo werden onder andere aria's en finales vereenvoudigd om het Italiaans aandoend, belcanto karakter van het werk zoveel mogelijk te verdoezelen. Deze ingrepen werden ongedaan gemaakt in de kritische uitgave van de opera die werd uitgegeven door Schott in Mainz in 1976 als derde deel van de complete wetenschappelijke uitgave van Wagners werken. Deze editie werd geredigeerd door de Wagner-geleerden Reinhard Strohm en Egon Voss. Zij maakten daarvoor gebruik van de hierboven vernoemde bronnen, maar ook van een de pianobewerking van Gustav Klink uit 1844 die nog enkele passages bevat die in de andere bronnen al waren weggelaten.
Het is in feite niet meer mogelijk om de Dresdense Rienzi van 1842 nauwkeurig te reconstrueren, al heeft Wagner nooit duidelijk een definitieve versie vastgelegd. Tijdens de jaren 1840 - en waarschijnlijk ook nog op later tijdstippen in zijn leven - heeft Wagner voortdurend wijzigingen aangebracht.

## Opnames
Complete opnames van Rienzi zijn zeldzaam. De meeste zogenaamde integrale opnames bevatten coupures ten opzichte van de versie van de wereldpremière in 1842.
Integrale opnames zijn onder andere:
- Winfried Zillig met het Sinfonieorchester des Hessischen Rundfunks. Met: Günther Treptow, Trude Eipperle, Helmut Fehn, Erna Schlüter, Rudolf Gonszar, Heinz Prybit. Frankfurt, 1950.
- Josef Krips met het Wiener Symphoniker. Met: Set Svanholm, Walter Berry, Christa Ludwig, Alois Pernerstorfer, Paul Schöffler, 1960 (Melodram).
- Heinrich Hollreiser met de Staatskapelle Dresden. Met: René Kollo, Siv Wennberg, Janis Martin, Theo Adam, (Complete opname van Wagners verkorte versie uit 1843), 1976 (EMI Classics).
- Edward Downes met het BBC Northern Symphony Orchestra. Met: John Mitchinson, Lorna Haywood, Michael Langdon, Raimund Herincx. (Complete opname van Wagners oorspronkelijke versie uit 1842). 1976 (Ponto)
- Wolfgang Sawallisch met het Orkest van de Beierse Staatsopera. Met: René Kollo, Jan-Hendrik Rootering, Cheryl Studer, John Janssen. 1983 (Orfeo d'Oro)
- Sebastian Weigle met het Frankfurter Opern- und Museumorchester. Met: Peter Bronder, Christiane Libor, Falk Struckmann, Claudia Mahnke. 2013 (Oehms Classics)

Een enscenering van Rienzi werd in 2010 uitgebracht op DVD en Blu-ray. De productie werd geregisseerd door Philipp Stölzl en uitgevoerd door de Deutsche Oper Berlin onder leiding van Sebastian Lang-Lessing met Torsten Kerl in de titelrol.
De ouverture en het zogenaamde 'Gebed van Rienzi' uit het vijde bedrijf zijn regelmatig te horen bij concerten, recitals en radio-uitzendingen. Er bestaan talrijke opnames van die op een eindeloze reeks compilatie-cd's zijn terug te vinden.
Opnames van de ouverture zijn o.a.:
- Daniel Barenboim met het Chicago Symphony Orchestra
- Leonard Bernstein met de New York Philharmonic
- Karl Böhm met de Wiener Philharmoniker
- Mariss Jansons met het Oslo Filharmonisch Orkest
- Otto Klemperer met het Philharmonia Orchestra
- Hans Knappertsbusch met de Wiener Philharmoniker
- Franz Konwitschny met het Praags Filharmonisch Orkest
- James Levine met het Metropolitan Opera Orchestra
- Lorin Maazel met het Philharmonia Orchestra
- Zubin Mehta met de New York Philharmonic
- Giuseppe Sinopoli met de Staatskapelle Dresden
- Sir Georg Solti met de Wiener Philharmoniker
- Leopold Stokowski met het Royal Philharmonic Orchestra
- George Szell met het Cleveland Ochestra
- Christian Thielemann met het Orchester der Deutsche Oper Berlin
- Arturo Toscanini met het NBC Symphony Orchestra